# Jornal Cinematográfico Nacional
Jornal Cinematográfico Nacional foi um dos últimos cinejornais produzidos em Portugal, entre 1975 e 1977, com fortes ligações ao Partido Comunista Português.